# Дандолос, Никос
Никос Дандолос (греч. Νίκος Δάνδολος; 27 апреля 1883 Ретимнон — 25 декабря 1966 Лас-Вегас) более известный как Ник Грек  («Nick the Greek») — американский профессиональный игрок в покер греческого происхождения. В числе первых включен в Зал славы покера в 1979 году.

## Биография
Дандолос родился на острове Крит в 1883 году, когда остров ещё находился под османским контролем. Его родители были достаточно богатыми торговцами родом из Смирны.
Учился в греческом Евангелическом колледже Смирны и получил учёную степень по философии. В 1902 году в возрасте 18 лет его крёстный отец, который был судостроителем и судовладельцем, послал Никоса в США, назначив ему пособие в 150 долларов в неделю. Хотя Дандолос поселился в Чикаго, он в конечном итоге переехал в канадский Монреаль, где начал играть в азартные игры, в частности, делать ставки на скачках.
Дандолос известен тем, что на протяжении своей жизни выигрывал и терял большие суммы денег. После выигрыша 500 тысяч долларов на скачках, которого он достиг не в последнюю очередь следуя советам наездника Фила Масгрейва, он вернулся в Чикаго, где потерял все эти деньги, играя в карты и кости. Однако вскоре он стал мастером в подобных играх и превратился в достопримечательность в казино, где он играл.
Согласно заявлению его племянницы, проживавшей в греческой столице, иерархия азартных игр для Ника выстраивалась следующим образом: лошади, кости, рулетка, карты.

## Большая игра
В 1949 году Ник играл с Джонни Моссом, в продолжавшемся 5 месяцев «heads up» марафоне покера, который учредил Бенни Бинион. Мосс выиграл сумму между двумя и четырьмя миллионами долларов. По завершении игры Ник произнёс фразу, ставшую одной из наиболее известных цитат в покере всех времён: «Мистер Мосс, я вынужден вас отпустить». Эта игра часто упоминается как прелюдия, приведшая к созданию турнира Мировой серии покера (WSOP).
Эта игра также стала основой сюжета книги Аль Альвареса «Самая большая игра в городе» (The Biggest Game in Town) и является одной из самых известных историй в покере.

### Опровержение Фишера
Несмотря на то, что это одна из самых известных историй в покере, вскоре вышла книга «Истории снегурочки» (Showgirl Stories) писателя Стива Фишера, утверждающего, что этой игры никогда не было.
Согласно Фишеру, упоминания о этом турнире появились только через 6 лет после смерти Ника. Бенни Биньон никогда не упоминал эту игру, даже в детальной истории Лас-Вегаса, и избегал отвечать на вопросы о ней, говоря: «Ну, моя память не та что раньше».
В то время как жизнь и деятельность Ника часто освещалась американскими национальными средствами массовой информации, нет никакой информации из местных источников.
Фишер пишет, что почти каждая версия этой истории идентична первой версии, впервые рассказанной Моссом около 1971 года. Согласно истории Игра состоялась в 1949 году, в казино «Подкова» (Horseshoe Casino), которое, однако, было открыто через полтора года. Фишер также указывает, что в то время когда Бинион предположительно организовывал эту Игру, он пытался избежать выдачи в Техас. В силу своего прошлого, Бинион потерял лицензию на игорное заведение в 1948 году и получил её вновь только 13 апреля 1950 года. При этом он получил лицензию на открытие казино «Подкова» только 5 декабря 1952 года. Фишер считает что спонсирование Бинионом игры в покер, в казино, которое ещё не было открытым, в то время как он пытался избежать выдачи, является «абсурдом».

## Легенды
Городская легенда утверждает, что Дандолос сопровождал Эйнштейна по Лас-Вегасу. Полагая что его друзья игроки могут быть не знакомы с ним, Дандолос якобы представил Эйнштейна как «маленький Ал из Принстона» и заявил что он "контролирует много действий с числами вокруг Нью-Джерси.
Согласно собственному свидетельству Дандолоса в книге «Секреты игры Ника Грека» (Gambling Secrets of Nick the Greek), перед самым концом Второй мировой войны, ему позвонил друг из Госдепартамента США. Звонивший сказал, что есть человек, который интересовался игрой в покер на выходные в Манхэттене. Дандолос напомнил своему другу, что азартные игры запрещены в Нью-Йорке, но его друг ответил что он проследит за тем, чтобы люди правопорядка не вмешивались. Во время игры, согласно Дандолосу, он представил Эйнштейна как «маленький Ал из Джерси». В ставшей исторической игре в нью-йоркском салоне «Эль Марокко» и в присутствии именитых зрителей, таких как король Египта Фарук I, Ник играл против босса мафии Фрэнка Костелло.
Ник выиграл несколько сотен тысяч долларов и Костелло заявил ему: «Грек, ты уходишь и не прοдолжаешь, потому что ты меня боишься!». Тогда Ник попросил Фарука перетасовать колоду. Ник обратился к Костелло: «А сейчас, амиго, тянем по карте. Кто вытянет бо́льшую выигрывает 500 тысяч». Костелло строго посмотрел на него, закурил сигару и ушёл с сопровождавшими его людьми. На следующий день «Нью-Йорк Таймс» восторгались Ником, как неоспоримым королём покера, унизившего Костелло.

## Последние годы
Его друзьями и поклонниками стали Фрэнк Синатра и его земляк Аристотель Онассис. Лауреат Нобелевской премии по физике Ричард Фейнман также был знаком с Ником Греком, что отмечено в его автобиографической книге «Вы, конечно, шутите, мистер Фейнман!» (Surely You’re Joking, Mr. Feynman!). Ник объяснил ему, как он получает большие выигрыши, высчитывая шансы на столах и играя против других людей, разделяющих суеверные представления о результатах, а также полагается на свою репутацию, чтобы держать пари против них.
Ближе к концу своей жизни Дандолос был почти разорён и играл в покер с марками в 5 долларов в городе Гардина, Калифорния. Отвечая на вопрос другого игрока, как он, игравший когда-то на многие миллионы, сейчас играет на такую маленькую ставку, Дандолос, якобы ответил: «Но ведь всё дело в азарте, не так ли?» (Hey, it’s action, isn’t it?).
Никос Дандолос умер в ночь на Рождество в 1966 году в Лас-Вегасе. Хоть он и проживал в роскошной гостинице города, денег при этом у него не было. Друзья позаботились, чтобы он был похоронен в позοлоченном гробу, как и подобало легенде покера.
Ник был принят в «Зал славы покера» (Poker Hall of Fame) в 1979 году.

## Наследие
Предполагается, что Ник выиграл и потерял на протяжении своей жизни более 500 млн долларов (примерно 15 миллиардов по сегодняшнему курсу). Сам Ник утверждал, что он выходил «из грязи в князи» 73 раза.
До конца своей жизни Ник продолжал читать Платона и Аристотеля, даже находясь в казино. Будучи человеком, который никогда не уважал деньги, он пожертвовал более 20 млн долларов (примерно 500 млн долларов с поправкой на инфляцию до 2009 года) на образование и благотворительность.
Американский журналист и писатель Тед Тэкри выпустил в 1968 году книгу под названием «Секреты игры Ника Грека» (Gambling Secrets of Nick the Greek). Американский писатель Гарри Марк Петракис издал в 1978 году свой роман под названием «Ник Грек» (Nick the Greek).